# 福田 (長崎市)
福田（ふくだ）は、長崎県長崎市の地域である。旧西彼杵郡福田村。

## 概要
長崎市西部の角力灘に面した地域である。南蛮貿易のポルトガル船の寄港地として1565年（永禄8年）に開港したが、外海（角力灘につながる東シナ海）に直接面していることが欠点となって寄港地は口之津港に移り、さらに1571年（元亀2年）には長崎港が開港した（長崎貿易の開始）。1955年1月1日に旧西彼杵郡福田村が編入合併されたことにより長崎市の市域に含まれることになった。

## 町
1955年の長崎市編入以降、1956年末までは9郷をそのまま用い、1957年元日、町名設置を実施した。
小江原は現在、行政上の福田地区から除外されている。
| 1889年→1955年         | 1957年         | 2003年                   | 現在               |
| --------------------- | -------------- | ------------------------ | ------------------ |
| 福田村→長崎市大浦郷   | 長崎市大浜町   | 長崎市大浜町             | 大浜町             |
| 福田村→長崎市小浦郷   | 長崎市小浦町   | 長崎市小浦町             | 小浦町             |
| 福田村→長崎市本村郷   | 長崎市福田本町 | 長崎市福田本町           | 福田本町           |
| 福田村→長崎市小江郷   | 長崎市小江町   | 長崎市小江町             | 小江町             |
| 福田村→長崎市柿泊郷   | 長崎市柿泊町   | 長崎市柿泊町             | 柿泊町             |
| 福田村→長崎市中浦郷   | 長崎市柿泊町   | 長崎市柿泊町             | 柿泊町             |
| 福田村→長崎市上浦郷   | 長崎市上浦町   | 長崎市上浦町             | 上浦町             |
| 福田村→長崎市手熊郷   | 長崎市手熊町   | 長崎市手熊町             | 手熊町             |
| 福田村→長崎市小江原郷 | 長崎市小江原町 | 小江原1丁目～5丁目(2003) | 小江原1丁目～5丁目 |

### 現在の町
大浜町（おおはま）
もとは半農半漁の地域であったが、宅地化が進み、福田地区の人口の半分弱を占める。地内を流れる大浦川（大浦の大浦川とは別の川）の右岸河口付近に、高層マンション・商業施設が立ち並ぶ。ながさき女神大橋道路の終点・大浜インターチェンジがある。かつては大浦郷という名称だったが、長崎港の対岸に同名の地区があるため改称。
柿泊町（かきどまり）
もともと漁業地域だが、宅地化が進んでいる。住宅は海岸近くに集中するが、山間部を通る県道112号線の途中に長崎市総合運動公園（通称・かきどまり運動公園・陸上競技場）がある。住宅地と運動公園は山で隔てられ、狭い市道で繋がっている。また、総合運動公園の近く、小江原5丁目との境界付近に小江原中学校がある。
上浦町（かみうら）
山間部。県道112号が通り、それを中心に少ないながらも住宅が並ぶ。
小浦町（こうら）
半農半漁地区であったが、両側の大浜町・福田本町とともに宅地化が進む。中央部には商業施設があり、住民の利便性も比較的高い。
小江町（こえ）
漁業地域。小江・小江小浦の2集落がある。その中間の海岸部は埋め立てられ、木材工場や西部ガスの工場が立地する。小江地区からは市道が小江原へと延びる。
手熊町（てぐま）
半農半漁地区。手熊浄水場・手熊小学校・西部地区事務所がある。
福田本町（ふくだほんまち）
福田地区の中心。半農半漁地区で、大浜町・小浦町ほどではないが宅地化が進む。福田小学校・福田中学校・市役所福田地域センターがある。海岸部には「福田の遊園地」こと長崎遊園地があったが、現在はその対岸に長崎サンセットマリーナがある。住宅は海岸部に密集するが、山間部にもわずかながら集落（親和地区）がある。
(小江原1丁目～5丁目)
現在は本庁管轄地区として扱われている。詳細は長崎市の地名#1938年以降に編入された区域を参照されたい。

## 交通

### 鉄道・バス
- 長崎自動車（長崎バス）

### 道路
- 国道202号
- 長崎県道51号長崎南環状線（ながさき女神大橋道路）
- 長崎県道112号長崎式見港線

## 施設

### 公共
- 長崎市役所福田地域センター
  - 西部地区事務所

### 教育機関
- 長崎市立福田中学校
- 長崎市立福田小学校
- 長崎市立小江原中学校(名前は小江原だが、柿泊町にある)
- 長崎市立手熊小学校